# Seiko Box
『Seiko Box』（セイコ・ボックス）は、松田聖子の4枚組ベスト・アルバム。1985年11月10日発売。発売元はCBS・ソニー。

## 解説
松田が結婚休業中にリリースされた、4枚組全60曲のスケールを持つベスト・アルバム。発売当時の価格は1万円（規格品番：00DH-311/314）。シングルのB面曲など、当作品を以て初CD化された楽曲が多数ある。
当時は、レコードとCDの転換期であったが、当作品はCDのみ独自の企画として発売され、このCD4枚組ベスト・アルバムは郷ひろみや五輪真弓などCBS・ソニー所属のアーティストも、シリーズとして同時期に発売されている。
21世紀に入り、マスタリング技術の進化によって音質が向上したベスト盤も多くリリースされているが、当作品は発売満30年を経過した2021年現在でも廃盤にならず、新品購入が可能。オリジナルのマスター音源をまとめて楽しみたい人向けのアイテムであると云える。
但し、本商品は1985年の初版のみビニール帯で、価格にはまだ消費税表記がなく、収録されている「ピンクのモーツァルト」は、アルバム「Windy Shadow」の再販盤と同じAlbum Mixだったが、紙帯に変わり再販されて以降、同楽曲はシングル・バージョンに差し替えられている。
2006年7月19日に発売された、74枚組CD BOX『Seiko Matsuda』には、デジタル・リマスタリング仕様、かつLPサイズジャケットにリニューアルされて同梱された。リマスター盤の個別販売はない。

## 収録曲

### Disc 1
1. 裸足の季節　（3:43）
  - 作詞：三浦徳子／作曲：小田裕一郎／編曲：信田かずお

シングル「裸足の季節」（1980年4月1日）
アルバム『SQUALL』（1980年8月1日）収録
2. RAINBOW 〜6月生まれ〜　（4:12）
  - 作詞：三浦徳子／作曲：森家住吉／編曲：若草恵

シングル「裸足の季節」 B面曲
3. 青い珊瑚礁　（3:40）
  - 作詞：三浦徳子／作曲：小田裕一郎／編曲：大村雅朗

シングル「青い珊瑚礁」（1980年7月1日）
アルバム『SQUALL』収録
4. SQUALL　（3:44）
  - 作詞：三浦徳子／作曲：小田裕一郎／編曲：大村雅朗

アルバム『SQUALL』収録
5. 風は秋色　（4:08）
  - 作詞：三浦徳子／作曲：小田裕一郎／編曲：信田かずお

シングル「風は秋色／Eighteen」（1980年11月1日）
アルバム『North Wind』（1980年12月1日）収録
6. North Wind　（3:53）
  - 作詞：三浦徳子／作曲：小田裕一郎／編曲：信田かずお

アルバム『North Wind』収録
7. Only My Love　（4:06）
  - 作詞：三浦徳子／作曲・編曲：信田かずお

アルバム『North Wind』収録
8. チェリーブラッサム　（3:21）
  - 作詞：三浦徳子／作曲：財津和夫／編曲：大村雅朗

シングル「チェリーブラッサム」（1981年1月21日）
アルバム『Silhouette 〜シルエット〜』（1981年5月21日）収録
9. 少しずつ春　（3:29）
  - 作詞：三浦徳子／作曲：小田裕一郎／編曲：大村雅朗

シングル「チェリーブラッサム」B面曲
10. 夏の扉　（3:30）
  - 作詞：三浦徳子／作曲：財津和夫／編曲：大村雅朗

シングル「夏の扉」（1981年4月21日）
アルバム『Silhouette 〜シルエット〜』収録
11. 頬に潮風　（4:41）
  - 作詞：浅川佐記子／作曲：森家住吉／編曲：松井忠重

シングル「夏の扉」B面曲
12. あ・な・たの手紙　（4:44）
  - 作詞・作曲：財津和夫／編曲：信田和夫

アルバム『Silhouette 〜シルエット〜』収録
13. Je t'aime　（3:20）
  - 作詞：三浦徳子／作曲：小田裕一郎／編曲：大村雅朗

アルバム『Silhouette 〜シルエット〜』収録
14. 白いパラソル　（3:30）
  - 作詞：松本隆／作曲：財津和夫／編曲：大村雅朗

シングル「白いパラソル」（1981年7月21日）
アルバム『風立ちぬ』（1981年10月21日）収録
15. 風立ちぬ　（4:35）
  - 作詞：松本隆／作曲：大滝詠一／編曲：多羅尾伴内

シングル「風立ちぬ」（1981年10月7日）
アルバム『風立ちぬ』収録

### Disc 2
1. 赤いスイートピー　（3:38）
  - 作詞：松本隆／作曲：呉田軽穂／編曲：松任谷正隆

シングル「赤いスイートピー」（1982年1月21日）
アルバム『Pineapple』（1982年5月21日）収録
2. 制服　（3:34）
  - 作詞：松本隆／作曲：呉田軽穂／編曲：松任谷正隆

シングル「赤いスイートピー」 B面曲
3. 一千一秒物語　（4:22）
  - 作詞：松本隆／作曲：大滝詠一／編曲：多羅尾伴内

アルバム『風立ちぬ』収録
4. いちご畑でつかまえて　（3:55）
  - 作詞：松本隆／作曲：大滝詠一／編曲：多羅尾伴内

アルバム『風立ちぬ』収録
5. 渚のバルコニー　（3:42）
  - 作詞：松本隆／作曲：呉田軽穂／編曲：松任谷正隆

シングル「渚のバルコニー」（1982年4月21日）
アルバム『Pineapple』収録
6. P・R・E・S・E・N・T　（4:39）
  - 作詞：松本隆／作曲：来生たかお／編曲：大村雅朗

アルバム『Pineapple』収録
7. パイナップル・アイランド　（3:10）
  - 作詞：松本隆／作曲：原田真二／編曲：大村雅朗

アルバム『Pineapple』収録
8. 小麦色のマーメイド　（3:36）
  - 作詞：松本隆／作曲：呉田軽穂／編曲：松任谷正隆

シングル「小麦色のマーメイド」（1982年7月21日）
オリジナル・アルバム未収録
9. 野ばらのエチュード　（4:05）
  - 作詞：松本隆／作曲：財津和夫／編曲：大村雅朗

シングル「野ばらのエチュード」（1982年10月21日）
アルバム『Candy』（1982年11月10日）収録
10. 星空のドライブ　（3:29）
  - 作詞：松本隆／作曲：財津和夫／編曲：大村雅朗

アルバム『Candy』収録
11. 未来の花嫁　（4:19）
  - 作詞：松本隆／作曲：財津和夫／編曲：大村雅朗

アルバム『Candy』収録
12. ブルージュの鐘　（4:33）
  - 作詞：松本隆／作曲：細野晴臣／編曲：大村雅朗

アルバム『Candy』収録
13. 真冬の恋人たち　（4:42）
  - 作詞：松本隆／作曲・編曲：大村雅朗

アルバム『Candy』収録
14. 秘密の花園　（3:31）
  - 作詞：松本隆／作曲：呉田軽穂／編曲：松任谷正隆

シングル「秘密の花園」（1983年2月3日）
アルバム『ユートピア』（1983年6月1日）収録
15. マイアミ午前5時　（4:56）
  - 作詞：松本隆／作曲：来生たかお／編曲：大村雅朗

アルバム『ユートピア』収録

### Disc 3
1. 天国のキッス　（3:58）
  - 作詞：松本隆／作曲・編曲：細野晴臣

シングル「天国のキッス」（1983年4月27日）
アルバム『ユートピア』収録
2. セイシェルの夕陽　（4:17）
  - 作詞：松本隆／作曲・編曲：大村雅朗

アルバム『ユートピア』収録
3. ハートをRock　（4:41）
  - 作詞：松本隆／作曲：甲斐祥弘／編曲：大村雅朗

アルバム『ユートピア』収録
4. ガラスの林檎　（3:57）
  - 作詞：松本隆／作曲：細野晴臣／編曲：細野晴臣・大村雅朗

シングル「ガラスの林檎／SWEET MEMORIES」（1983年8月1日）
オリジナル・アルバム未収録
5. SWEET MEMORIES　（4:38）
  - 作詞：松本隆／作曲・編曲：大村雅朗

シングル「ガラスの林檎／SWEET MEMORIES」
オリジナル・アルバム未収録
6. 瞳はダイアモンド　（4:17）
  - 作詞：松本隆／作曲：呉田軽穂／編曲：松任谷正隆

シングル「瞳はダイアモンド／蒼いフォトグラフ」（1983年10月28日）
アルバム『Canary』（1983年12月10日）収録。タイトルは「Diamond Eyes」。
7. 蒼いフォトグラフ　（3:55）
  - 作詞：松本隆／作曲：呉田軽穂／編曲：松任谷正隆

シングル「瞳はダイアモンド／蒼いフォトグラフ」
アルバム『Canary』収録。タイトルは「Photograph of yesterdays」。
8. BITTER SWEET LOLLIPOP　（3:07）
  - 作詞：松本隆／作曲・編曲：大村雅朗

アルバム『Canary』収録
9. Canary　（4:33）
  - 作詞：松本隆／作曲：SEIKO／編曲：大村雅朗

アルバム『Canary』収録
10. Misty　（4:32）
  - 作詞：松本隆／作曲・編曲：井上鑑

アルバム『Canary』収録
11. Let's Boyhunt　（4:13）
  - 作詞：松本隆／作曲：林哲司／編曲：井上鑑

アルバム『Canary』収録
12. Rock'n Rouge　（4:15）
  - 作詞：松本隆／作曲：呉田軽穂／編曲：松任谷正隆

シングル「Rock'n Rouge」（1984年2月1日）
アルバム『Tinker Bell』（1984年6月10日）収録
13. 時間の国のアリス　（4:43）
  - 作詞：松本隆／作曲：呉田軽穂／編曲：大村雅朗

シングル「時間の国のアリス」（1984年5月10日）
アルバム『Tinker Bell』収録
14. 密林少女　（4:20）
  - 作詞：松本隆／作曲：林哲司／編曲：大村雅朗

アルバム『Tinker Bell』収録
15. AQUARIUS　（3:48）
  - 作詞：松本隆／作曲・編曲：大村雅朗

アルバム『Tinker Bell』収録

### Disc 4
1. ピンクのモーツァルト　（3:58）
  - 作詞：松本隆／作曲：細野晴臣／編曲：細野晴臣・松任谷正隆

シングル「ピンクのモーツァルト」（1984年8月1日）
アルバム『Windy Shadow』（1984年12月8日）収録
2. Sleeping Beauty　（5:44）
  - 作詞：松本隆／作曲・編曲：大村雅朗

アルバム『Tinker Bell』収録
3. とんがり屋根の花屋さん　（3:39）
  - 作詞：松本隆／作曲：SEIKO／編曲：大村雅朗

アルバム『Seiko・Town』（1984年11月1日）収録
4. ハートのイアリング　（4:05）
  - 作詞：松本隆／作曲：Holland Rose／編曲：大村雅朗

シングル「ハートのイアリング」（1984年11月1日）
アルバム『Windy Shadow』収録
5. スピード・ボート　（4:07）
  - 作詞：松本隆／作曲：財津和夫／編曲：大村雅朗

シングル「ハートのイアリング」 B面曲
6. マンハッタンでブレックファスト　（4:27）
  - 作詞：松本隆／作曲・編曲：大村雅朗

アルバム『Windy Shadow』収録
7. 薔薇とピストル　（3:42）
  - 作詞：松本隆／作曲：SEIKO／編曲：大村雅朗

アルバム『Windy Shadow』収録
8. MAUI　（3:51）
  - 作詞：松本隆／作曲：NOBODY／編曲：大村雅朗

アルバム『Windy Shadow』収録
9. 天使のウィンク　（4:00）
  - 作詞・作曲：尾崎亜美／編曲：大村雅朗

シングル「天使のウィンク」（1985年1月30日）
アルバム『The 9th Wave』（1985年6月5日）収録
10. 七色のパドル　（4:48）
  - 作詞：小坂明子／作曲：NOBODY／編曲：大村雅朗

シングル「天使のウィンク」 B面曲
11. ボーイの季節　（4:35）
  - 作詞・作曲：尾崎亜美／編曲：大村雅朗

シングル「ボーイの季節」（1985年5月9日）
アルバム『The 9th Wave』収録
12. Vacancy　（4:44）
  - 作詞：銀色夏生／作曲：原田真二／編曲：大村雅朗

アルバム『The 9th Wave』収録
13. す・ず・し・い・あ・な・た　（4:09）
  - 作詞：銀色夏生／作曲：甲斐祥弘／編曲：大村雅朗

アルバム『The 9th Wave』収録
14. 夏の幻影　（4:49）
  - 作詞・作曲：尾崎亜美／編曲：大村雅朗

アルバム『The 9th Wave』収録
15. DANCING SHOES （Club Mix）　（5:52）
  - 作詞・作曲：Steve Kipner・Paul Bliss／編曲： Phil Ramone

## 主なベスト・アルバム
- Bible - 1990年代最初のトータル・ベスト。選曲は松田自身がセレクト。
- Bible II - デビュー15周年を迎えるにあたりリリースされた、2枚組ベスト。
- Bible III - 人気のアルバム曲が豊富に収録された、裏ベスト的作品。
- Complete Bible - 1980年から1995年の間にCBSソニー・Sony Recordsからリリースされたシングル・コレクション。企画盤のMatsuyakko「かこわれて、愛jing」（1993年11月10日）は未収録。
- SEIKO SUITE - 作曲家別に分類し収録した、新しい視点からのコンピレーション・アルバム。ユニバーサルミュージックから発売されたシングルのA面コレクション付
- Another side of Seiko 27 （14） - シングルA面曲を除いたリクエスト・ベスト。「瑠璃色の地球2003」が追加収録された。
- Best of Best 27 （13） - シングル曲も含めたリクエスト・ベスト。「あなたに逢いたくて2004」が追加収録された。